# Péter Halmosi
Péter Halmosi (Szombathely, 25 settembre 1979) è un calciatore ungherese, centrocampista del Kiraly SE.

## Biografia
Considerato uno dei giovani talenti più promettenti del calcio magiaro, è sposato ed ha due figli, un maschio ed una femmina. Anche suo padre Zoltán è stato un calciatore dell'Haladas e della Nazionale ungherese tra gli anni sessanta e settanta, mentre sua madre Rozália è stata un'atleta olimpionica ungherese.

## Caratteristiche tecniche
Centrocampista sinistro di grande spinta abile nel tirare le punizioni e con il gran senso del gol, può essere schierato anche come terzino sinistro.

## Carriera

### Club
Cresce calcisticamente nell'Haladás squadra della sua città, nel 1998 fa il suo esordio in prima squadra chiude la sua prima stagione da professionista con un gol in 9 presenze dopo altri tre anni giocato a buoni livelli, nel 2002 passa agli austriaci dell'Grazer AK militante nella massima serie dove ha l'occasione di esordire anche nelle coppe europee giocando i preliminari sia della UEFA Champions League prima ed in Coppa UEFA dopo a fine stagione dopo 17 presenze e 3 reti lascia il club austriaco per ritornare in patria firmando per l'ambizioso Debrecen. Nelle tre stagioni e mezzo passate con il club bianco rosso sarà uno dei titolari inamovibili del centrocampo riuscendo a vicere 2 campionati nazionali e 2 supercoppe segnando 19 reti in 99 presenze. Nel gennaio 2007 viene acquistato dagli inglesi del Plymouth militanti nella Championship la seconda serie del calcio inglese, termina la stagione con un bottino personale di 4 reti in 16 presenze. Mentre nella stagione seguente con le 43 presenze effettuate condite da 8 gol e il decimo posto finale della squadra, convincono l'Hull City a puntare su di lui facendolo così esordire in Premier League. La stagione non va come le attese sperate e dopo la salvezza raggiunta nell'ultima giornata di campionato finisce ai margini della squadra per la stagione seguente chiudendo l'esperienza con "Le Tigri" dopo sole 18 presenze e 0 gol. Il 22 febbraio 2010 all'ultimo giorno di calciomercato ritorna a distanza di otto anni all'Haladás prendendo subito la fascia da capitano, terminando la stagione con un tranquillo ottavo posto con 3 reti in 15 partite giocate. La stagione successiva è quella della seconda rinascita venendo inserito anche nella Squadra dell'anno del campionato.

### Nazionale
Tranne una breve parentesi con l'Under-21 dove raccoglie 2 presenze tra il 1999 e il 2000, dal 2002 al 2013 è stato una colonna portante del centrocampo della nazionale maggiore con la quale ha disputato 35 incontri.

## Statistiche

### Presenze e reti nei club
Statistiche aggiornate al 24 maggio 2016
| Stagione         | Squadra          | Campionato       | Campionato | Campionato | Coppe nazionali | Coppe nazionali | Coppe nazionali | Coppe continentali | Coppe continentali | Coppe continentali | Altre coppe | Altre coppe | Altre coppe | Totale | Totale |
| Stagione         | Squadra          | Comp             | Pres       | Reti       | Comp            | Pres            | Reti            | Comp               | Pres               | Reti               | Comp        | Pres        | Reti        | Pres   | Reti   |
| ---------------- | ---------------- | ---------------- | ---------- | ---------- | --------------- | --------------- | --------------- | ------------------ | ------------------ | ------------------ | ----------- | ----------- | ----------- | ------ | ------ |
| 1998-1999        | Haladás          | NBI              | 9          | 1          | MK              | ?               | ?               | -                  | -                  | -                  | -           | -           | -           | 9+     | 1+     |
| 1999-2000        | Haladás          | NBI              | 17         | 4          | MK              | ?               | ?               | -                  | -                  | -                  | -           | -           | -           | 17+    | 4+     |
| 2000-2001        | Haladás          | NBI              | 36         | 11         | MK              | ?               | ?               | -                  | -                  | -                  | -           | -           | -           | 36+    | 11+    |
| 2001-2002        | Haladás          | NBI              | 38         | 2          | MK              | 4               | 1               | -                  | -                  | -                  | -           | -           | -           | 42     | 3      |
| 2002-2003        | Grazer AK        | BL               | 17         | 3          | CA              | 1               | 0               | UCL+CU             | 4+2                | 0+0                | -           | -           | -           | 24     | 3      |
| 2003-2004        | Debrecen         | NBI              | 29         | 5          | MK              | 1               | 0               | CU                 | 5                  | 0                  | -           | -           | -           | 35     | 5      |
| 2004-2005        | Debrecen         | NBI              | 28         | 5          | MK              | 2               | 0               | I                  | 2                  | 0                  | -           | -           | -           | 24     | 5      |
| 2005-2006        | Debrecen         | NBI              | 26         | 7          | MK              | 3               | 0               | UCL+CU             | 4+2                | 2+0                | SU          | 2           | 0           | 37     | 9      |
| 2006-gen. 2007   | Debrecen         | NBI              | 16         | 2          | MK              | 3               | 1               | CU                 | 2                  | 0                  | SU          | 2           | 0           | 24     | 5      |
| Totale Debrecen  | Totale Debrecen  |                  | 99         | 19         |                 | 9               | 1               |                    | 15                 | 2                  |             | 4           | 0           | 127    | 22     |
| gen.-giu. 2007   | Plymouth         | FLC              | 16         | 4          | FACup+CdL       | 3+-             | 0+-             | -                  | -                  | -                  | -           | -           | -           | 19     | 4      |
| 2007-2008        | Plymouth         | FLC              | 43         | 8          | FACup+CdL       | 2+2             | 1+0             | -                  | -                  | -                  | -           | -           | -           | 47     | 9      |
| Totale Plymouth  | Totale Plymouth  | Totale Plymouth  | 59         | 12         |                 | 7               | 1               |                    | -                  | -                  |             | -           | -           | 66     | 13     |
| 2008-2009        | Hull City        | PL               | 18         | 0          | FACup+CdL       | 5+1             | 1+0             | -                  | -                  | -                  | -           | -           | -           | 24     | 1      |
| 2009-feb. 2010   | Hull City        | PL               | 0          | 0          | FACup+CdL       | 1+2             | 0+0             | -                  | -                  | -                  | -           | -           | -           | 3      | 0      |
| Totale Hull City | Totale Hull City | Totale Hull City | 18         | 0          |                 | 9               | 1               |                    | -                  | -                  |             | -           | -           | 27     | 1      |
| feb.-giu. 2010   | Haladás          | NBI              | 15         | 3          | MK+MLK          | -+1             | -+0             | UEL                | -                  | -                  | -           | -           | -           | 16     | 3      |
| 2010-2011        | Haladás          | NBI              | 12         | 5          | MK+MLK          | 0+2             | 0+0             | -                  | -                  | -                  | -           | -           | -           | 14     | 5      |
| 2011-2012        | Haladás          | NBI              | 27         | 5          | MK+MLK          | 2+1             | 0+0             | -                  | -                  | -                  | -           | -           | -           | 30     | 5      |
| 2012-2013        | Haladás          | NBI              | 23         | 5          | MK+MLK          | 2+0             | 1+0             | -                  | -                  | -                  | -           | -           | -           | 25     | 6      |
| 2013-2014        | Haladás          | NBI              | 25         | 6          | MK+MLK          | 2+3             | 1+2             | -                  | -                  | -                  | -           | -           | -           | 30     | 9      |
| 2014-2015        | Haladás          | NBI              | 24         | 3          | MK+MLK          | 1+2             | 0+0             | -                  | -                  | -                  | -           | -           | -           | 27     | 3      |
| 2015-2016        | Haladás          | NBI              | 29         | 3          | MK              | 0               | 0               | -                  | -                  | -                  | -           | -           | -           | 29     | 3      |
| 2016-2017        | Haladás          | NBI              | 24         | 1          | MK              | 0               | 0               | -                  | -                  | -                  | -           | -           | -           | 24     | 1      |
| 2017-2018        | Haladás          | NBI              | 27         | 0          | MK              | 0               | 0               | -                  | -                  | -                  | -           | -           | -           | 27     | 0      |
| Totale Haladás   | Totale Haladás   | Totale Haladás   | 306        | 49         |                 | 20+             | 5+              |                    | -                  | -                  |             | -           | -           | 326+   | 54+    |
| Totale Carriera  | Totale Carriera  |                  | 499        | 83         |                 | 46+             | 8+              |                    | 21                 | 2                  |             | 4           | 0           | 570+   | 93+    |

## Palmarès

### Club

#### Competizioni
- Campionato di calcio ungherese: 2

Debrecen: 2004-2005, 2005-2006
- Supercoppa d'Ungheria: 2

Debrecen: 2005, 2006

### Individuale
- Squadra dell'anno NBI: 1

2010-2011
- Premio Zilahi Prize: 1

2005